# Bachmuschelbäche südlich Thalmassing
Bachmuschelbäche südlich Thalmassing este o arie protejată (arie specială de conservare — SAC, sit de importanță comunitară — SCI) din Germania întinsă pe o suprafață de 47,33 ha, integral pe uscat.

## Localizare
Centrul sitului Bachmuschelbäche südlich Thalmassing este situat la coordonatele 48°52′31″N 12°06′16″E / 48.8753°N 12.1044°E.

## Înființare
Situl Bachmuschelbäche südlich Thalmassing a fost declarat sit de importanță comunitară în noiembrie 2004 pentru a proteja 2 specii de animale. Situl a fost protejat și ca arie specială de conservare în aprilie 2016.

## Biodiversitate
Situată în ecoregiunea continentală, aria protejată conține 2 habitate naturale: Liziere de ierburi înalte hidrofile de câmpie și de nivel montan până la alpin, Păduri aluvionare cu Alnus glutinosa și Fraxinus excelsior (Alno-Padion, Alnion incanae, Salicion albae).
La baza desemnării sitului se află mai multe specii protejate de  nevertebrate (2): Austropotamobius torrentium, Unio crassus.